# Rio Boboşiţa
O Rio Boboşiţa é um rio da Romênia afluente do Rio Valea Nouă, localizado no distrito de Bihor.